# Ака II (Комагена)
Ака II (на гръцки: η Άκα, Aka) e принцеса от царство Комагена през 1 век пр.н.е. и 1 век.
Тя е от арменско-гръцки произход, дъщеря на комагенския принц Антиох II Епифан или вероятно на Ака I. Нейният баща е вторият син на цар Антиох I Тео от Комагена и Исия Филосторг. Нейната майка Ака I е дъщеря на Антиохида, втората дъщеря на Антиох I Тео и Исия и сестра на Антиох II.
Ака II се омъжва за египетско-гръцкия философ, граматик и астролог Трасил, който е приятел на бъдещия римски император Тиберий. Двамата получават римско гражданство. Тя има с него две деца:
- Тиберий Клавдий Балбил (3 – 79 г.), астролог и римски политик, баща на Клавдия Капитолина, която се омъжва за Гай Юний Антиох Епифан и за Марк Юний Руф
- Ения, която се омъжва за Квинт Суторий Макрон